# Франсішку д'Оланда
Франсі́шку д'Оланда (порт. Francisco d'Olanda, Francisco d'Ollanda; 6 вересня 1517, Лісабон — 19 червня 1585, Лісабон), також відомий як Франсішку де Оланда, Франциск Голландський (порт. Francisco de Holanda; англ. Francesco d'Olanda, Francis of Holland) — португальський придворний художник і скульптор короля Жуана III, а пізніше — Себаштіана. Написав роботу, яка вважається першим трактатом про портретний живопис у Європі — «Do tirar pólo natural» (1549). Вважається однією з найважливіших постатей португальського Відродження, також був есеїстом, архітектором та істориком. Він представляв зрозумілу реальність Святої Трійці через «гіпотетичний» синтаксис геометричних фігур. Він наполягав на контрасті між ідеальною площиною, безтілесною формою та «недосконалою копією в земній зоні». Його візуальна мова демонструвала суміш неоплатонізму, християнської каббали і, нарешті, луллізму. В освіті Франсиско де Оланда наголошував на математиці та геометрії, випереджуючи реформи Клавія кінця XVI століття. Сільві Десварт сказала, що «Франсішку де Оланда відводить привілейоване місце космографії та астрології в освіті художника. Нарівні з геометрією, математикою та перспективою, він рекомендував їх… щоб досягти небес у надії одного дня прибути до Емпіреї та усвідомити божественні роботи».

## Біографія

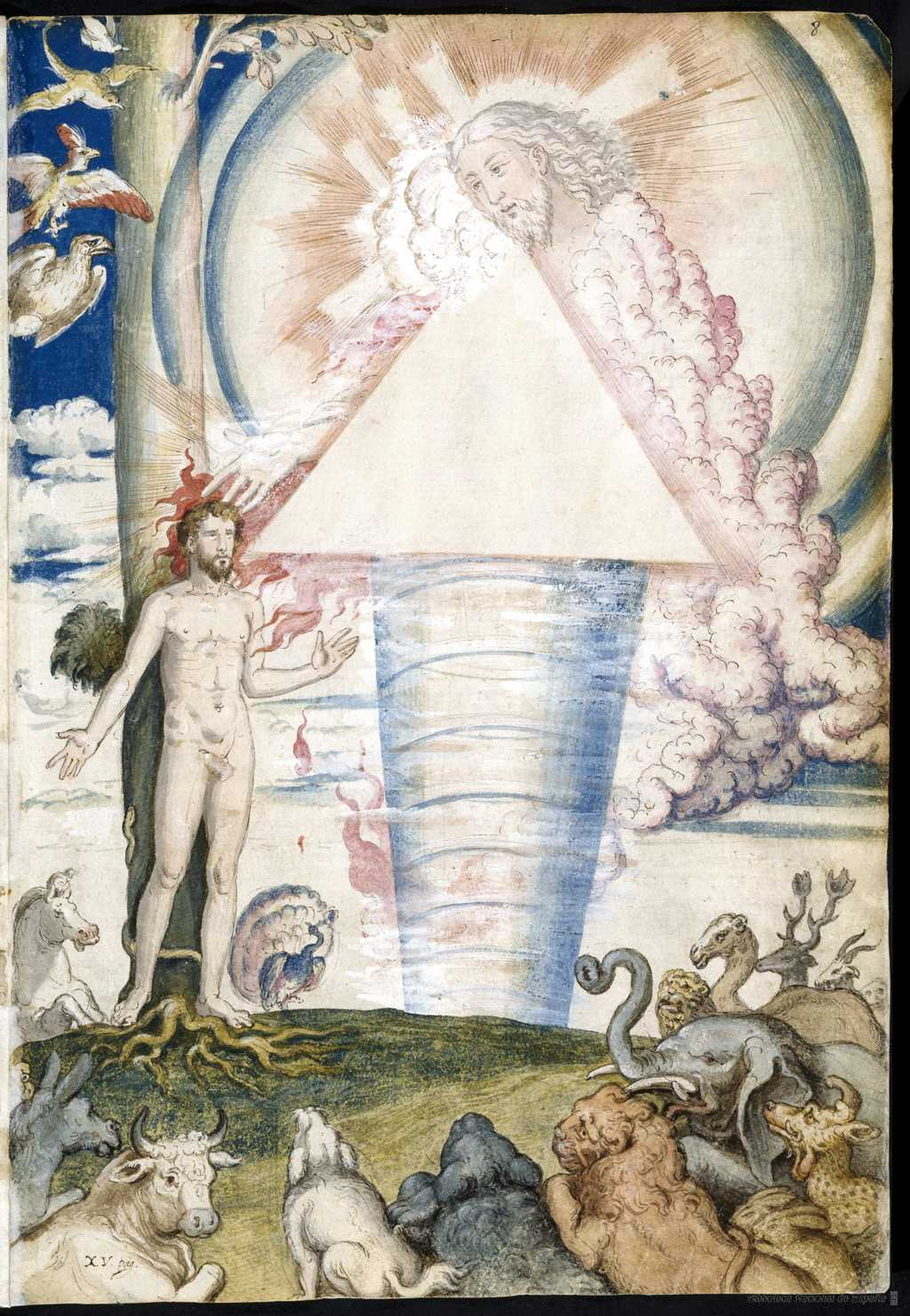
«Створення людини», De aetatibus mundi imagines (деталь)

Франсішку де Оланда народився в Лісабоні, Португалія, 6 вересня 1517 року. Він почав свою кар'єру мініатюриста у віці 20 років. Його батько, Антоніу де Оланда (порт. António de Holanda), також був королівським мініатюристом. Франсішку навчався в Італії між 1538 і 1547 роками, де він часто відвідував зустрічі з Вітторією Колонна, однієї з видатних особистостей італійського Відродження. Колонна надала йому доступ до декого з найбільших художників того періоду, таких як Парміджаніно, Джамболонья та, що найважливіше, Мікеланджело, який познайомив його з класицизмом. Франсішку дуже любив компанію Мікеланджело і не хотів із ним розлучатися, що було втомливо літньому митцеві.
У віці 30 років він повернувся до Португалії та отримав різні замовлення від правлячого короля Португалії, кардинала-архієпископа Евори, а пізніше від короля Жуана III (1521—1557) і короля Себаштіана (1568—1578). Франсішку помер у Лісабоні, Португалія, 19 червня 1585 року у віці 68 років.

## Естетичні цінності

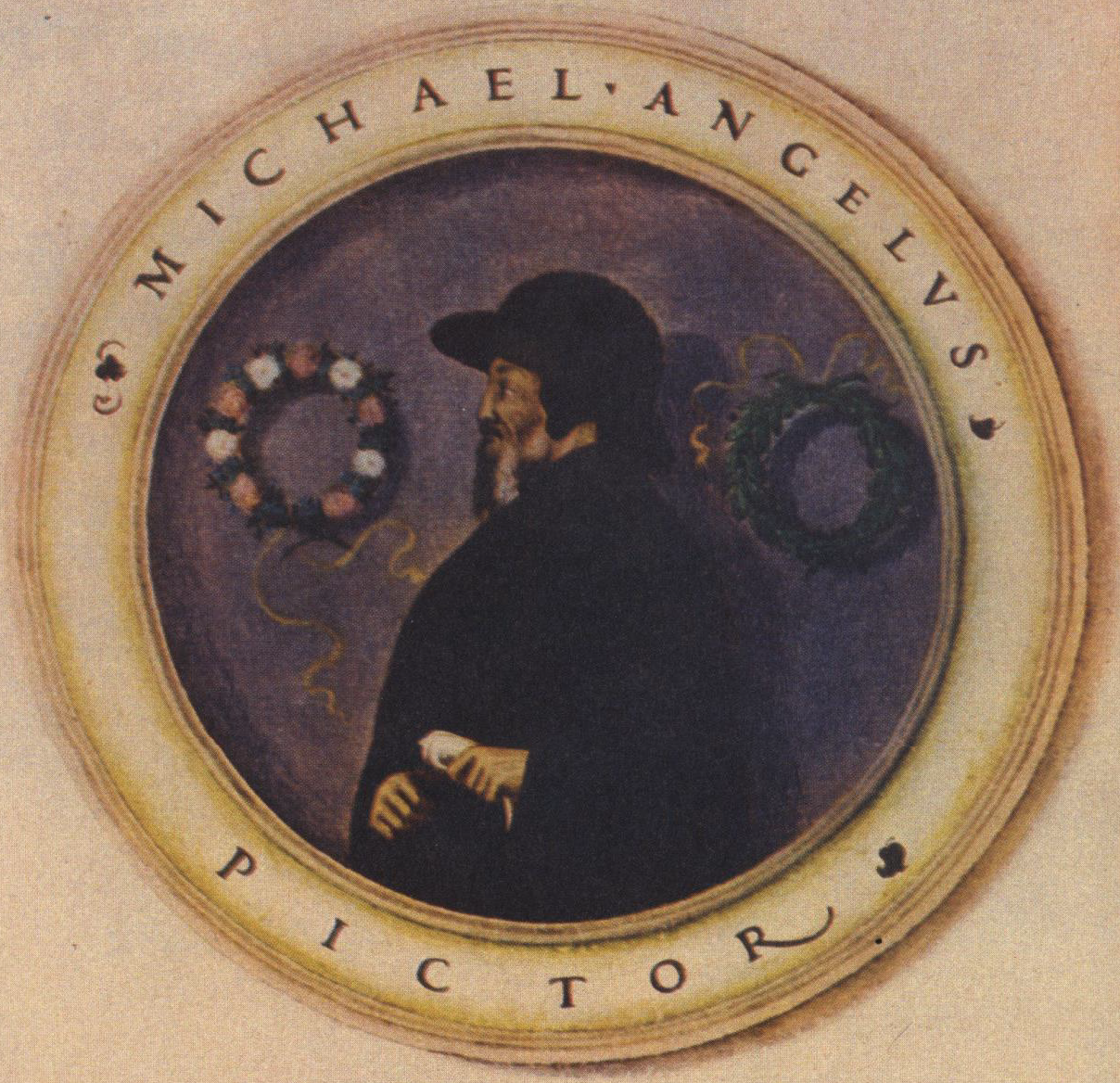
Портрет Мікеланджело (між 1538 та 1540)

Франсішку де Оланда прийняв естетичні цінності Відродження. Його картини яскраво виражали прагнення стимулювати особисту оригінальність і забезпечити зв'язок між природою (чистим дзеркалом Творця) і античними майстрами величі, симетрії, досконалості та пристойності. Більшість із цих цілей можна побачити в його трактаті з трьох частин про природу мистецтва «Про стародавній живопис» (порт. Da Pintura Antiga), 1548. Друга частина цього трактату містить чотири діалоги, імовірно з Мікеланджело. Тут його пристрасть до класицизму була висунута на перший план, оскільки він передав суть творчості Мікеланджело та сучасного мистецького руху в Римі.
Франсішку відзначився серією малюнків за наказом португальського короля Жуана III. Ці малюнки були присвячені старовинам Італії та були виконані між 1540 і 1547 роками, завдяки його дослідженням щодо відродження археологічної спадщини Риму та італійського мистецтва в першій половині XVI століття.
Франсішку був автором фасаду церкви Богоматері Благодатної (порт. Igreja de Nossa Senhora da Graça) в Еворі. Він також написав кілька портретів, не всі з яких збереглися.
Франсішку написав перше есе про урбаністичність на Піренейському півострові «Про будівництво, якого бракує місту Лісабону» (порт. Da fábrica que falece à cidade de Lisboa), а також створив De aetatibus mundi imagines і Antigualhas.

## Роботи
Франсишку де Оланда був автором:
- De aetatibus mundi imagines (1543–73)
- Da pintura antiga (Лісабон, 1548; в якому він приписує панелі Святого Вінсента художникові Нуну Гонсалвіш)
  - Частина II: Diálogos de Roma
- Do tirar pólo natural (1549)
- Da fábrica que falece à cidade de Lisboa (Лісабон, 1571)
- De quanto serve a ciência do desenho e entendimento da arte da pintura, na república christâ Assim na paz como na guerra (Лісабон, 1571)
- Antigualhas de Roma

### «Про античний живопис»
1548 року Франсішку д'Оланда завершив свій трактат «Da Pintura Antiga» («Про античний живопис») із двох частин. Тут знайшла вираження його пристрасть до класицизму, у трактаті висвітлено суть творчості Мікеланджело і мистецького руху в Римі другої половини XVI ст. Цю роботу, однак, опублікували лише через три століття; присвячена португальському королю Жуану III. Рукопис зараз належить Королівській бібліотеці Мадрида. Частково саме завдяки їй стало можливим ідентифікувати роботу художника Нуну Гонсалвіша.
У першій частині йдеться про всі жанри та способи живопису, а у другій частині трактату містилися т. зв. «Римські діалоги» або «Діалоги з Мікеланджело». Ці «діалоги» стосувалися періоду розпису Сікстинської капели (фреска «Страшний суд»). Книга була опублікована тільки у 1896 році (Francisco D'Ollanda, Quatro Dialogos Da Pintura Antiga, Porto, 1896), перший переклад італійською — 1926, англійською — 1928.
Джон Аддінґтон Сімондз, історик культури, описував «Діалоги» так:
|  | Написані в химерному стилі шістнадцятого століття, в якому дивним чином поєднувалися реальні обставини та факти з міркуваннями автора, ці есе представляють яскраву картину бесід Буонарроті з Вітторією Колонною та її друзями. Діалоги поділені на чотири частини, три з яких містять детальний опис трьох недільних розмов у монастирі Сан-Сільвестро на Монте-Кавалло Оригінальний текст (англ.) Written in the quaint style of the sixteen century, which curiously blent actual circumstance and fact with the author's speculation, these essays present a vivid picture of Buonarroti's conferences with Vittoria Colonna and her friends. The dialogues are divided into four parts, three of which profess to give a detailed account of three several Sunday conversations in the Convent of S. Silvestro on Monte Cavallo |

Ці діалоги з Мікеланджело дають можливість краще зрозуміти Мікеланджело та його позицію щодо мистецтва.

## Виноски
1. ↑  RKDartists
2. 1 2 3 4 5  Чеська національна авторитетна база даних
3. ↑  Bibliothèque nationale de France BNF: платформа відкритих даних — 2011.
4. ↑  Symonds, vol.2, 1925, с. 70.
5. 1 2 3  Symonds, vol.2, 1925, с. 108.
6. ↑  Deswarte-Rosa, 2018, с. 18.
7. ↑  Castillo та Nelson, 2012, с. 81.
8. ↑  Deswarte-Rosa, 2018, с. 22.
9. ↑  Castillo та Nelson, 2012, с. 88.
10. ↑  Deswarte-Rosa, 2018, с. 24.
11. ↑  Ronald W. Sousa (1978), «The View of the Artist in Francisco de Holanda's Dialogues», Luso-Brazilian Review 15, p. 44.
12. ↑  Hillgarth J. N. (2000). The Mirror of Spain, 1500—1700: The Formation of a Myth. Michigan: The University of Michigan Press. pp. 242–43.
13. ↑  Annemarie Jordan, 1994, Retrato de Corte em Portugal. O Legado de António Moro (1552—1572), Lisbon: Quetzal Editores, p. 50.
14. ↑  Our lady of Grace MA [Архівовано 2020-10-20 у Wayback Machine.]
15. ↑  Francisco De Holanda, Dialogues with Michelangelo, Pallas Athene, 2006 ISBN 1-84368-015-7 (англ.)
16. ↑  Paulo Villac Filho (31 липня 2004). Da Pintura Antigua by Francisco de Hollanda (англ.) . Архів оригіналу за 20 червня 2013. Процитовано 21 січня 2012.
17. ↑  Ian Chilvers. Holanda, Francisco de. The Oxford Dictionary of Art. 2004. Encyclopedia.com (англ.) . Процитовано 21 січня 2012.[недоступне посилання з липня 2019]
18. ↑  Symonds, vol.1, 1925, с. 111.